# Cyanallagma angelae
Cyanallagma angelae är en trollsländeart som beskrevs av Lencioni 2001. Cyanallagma angelae ingår i släktet Cyanallagma och familjen dammflicksländor. IUCN kategoriserar arten globalt som otillräckligt studerad. Inga underarter finns listade i Catalogue of Life.